# Wasch
Wasch war möglicherweise ein prädynastischer Kleinkönig, welcher im 31. Jahrhundert v. Chr. in Unterägypten herrschte. Seine Existenz ist jedoch umstritten, genau wie Vorgänger- und Nachfolgerschaft.
Wasch ist möglicherweise auf der berühmten Narmer-Palette, eine Prunkpalette aus Hierakonpolis, abgebildet. Er erscheint hier als Gefallener, der von König (Pharao) Narmer beim Schopf gepackt wurde und nun zeremoniell erschlagen wird. Demnach wurde er von Narmer besiegt, wodurch seine Regierung ein Ende fand. Nahe dem Hinterkopf des Gefallenen erscheinen die Hieroglyphen für „Harpune“ (Gardiner-Zeichen T21) und „Teich“ (Gardiner-Zeichen N39), die zusammen eine Lesung als „Wasch“ erlauben. Über dem Gefallenen erscheint eine Kompositdarstellung eines Horusfalken, der ein Seil hält, das wiederum in den Kopf eines Menschen führt. Der Kopf sitzt an einem Ende eines „Land“-Zeichens, aus dem sechs Papyrusstängel sprießen.
Die Deutung der Szenerie ist Gegenstand abweichender Deutungen. Der Ägyptologe David O’Connor beispielsweise interpretiert Wasch als Gaufürsten aus der Nildeltaregion, nahe der Grenze zu Libyen. Demnach hätte Narmer ein wichtiges unterägyptisches Grenzgebiet erobert. Toby Wilkinson hingegen sieht in Wasch den letzten Herrscher einer unterägyptischen Königsdynastie aus Buto. Dies würde auch die historische Wichtigkeit um Narmers Prunkpalette sowie Narmers Ruhm erklären: Wasch war der letzte Gegenherrscher zu Narmer, den es zu besiegen galt. Nun hatte Narmer gewissermaßen ganz Ägypten für sich allein. Dies würde gleichzeitig die historische Gleichsetzung von Narmer mit dem mystifzierten Ahnenkönig Menes stärken. Der Ägyptologe Edwin van den Brink bietet als alternative Möglichkeit an, dass Wasch mit König Hedju-Hor identisch sein könnte. Er verweist auf die bereits beschriebene Darstellung des Papyrussumpfes mit Menschenkopf, die ihn an die Schreibweise von Hedju-Hors Serechnamen erinnert. Demnach hätte Narmer König Hedju-Hor besiegt und das Wasch wäre die archaische Schreibung für den Harpunen-Gau im nordwestlichen Nildelta.